# Pierina Gilli
Pierina Gilli (ur. 3 sierpnia 1911 w Montichiari, zm. 12 stycznia 1991 tamże) – włoska pielęgniarka i mistyczka, znana z wizji Matki Boskiej określanej jako objawienia Róży Duchownej z Montichiari.

## Życiorys
Urodziła się 3 sierpnia 1911 w ubogiej, chłopskiej, wielodzietnej rodzinie (dziewięcioro dzieci), jako córka Pancrácia i Rosy z domu Bartoli. Z powodu trudnej sytuacji finansowej po śmierci ojca, pracowała w szpitalu w Montichiari. Tam, 24 listopada 1946 po raz pierwszy doznała wizji Matki Boskiej (Objawienia Róży Duchownej z Montichiari). Widzenie przedstawiało płaczącą kobietę z zanurzonymi w piersi trzema mieczami, szatę zdobiły trzy róże: biała, czerwona i złota. Było to pierwsze z serii objawień, które trwały do śmierci wizjonerki.
8 grudnia 1947, w święto Niepokalanego Poczęcia Najświętszej Maryi Panny, doznała kolejnego objawienia. Matka Boża objawiła się jej na białych schodach, ozdobionych po obu stronach białymi, czerwonymi i żółtymi różami, stwierdzając:

Ja jestem Niepokalane Poczęcie. Jestem Maryja Łaski, tzn. pełna łaski Matka mojego Boskiego Syna Jezusa Chrystusa. Przez to moje przybycie tu, do Montichiari, życzę sobie, abym była wzywana i czczona jako Róża Duchowna. Życzę sobie, aby każdego roku w dniu 8 grudnia w południe, obchodzono Godzinę Łaski dla całego świata. Poprzez to nabożeństwo ześlę niezliczone łaski dla ciała i duszy.

Z tej wizji wziął swój początek zwyczaj modlitwy odmawianej przez wiernych w południe 8 grudnia, jako tzw. godziny łaski dla całego świata.
Wizje te zostały opisane w prasie, a pielgrzymi przyjeżdżali do Montichiari z całych Włoch. Biskup nakazał wówczas wizjonerce przenieść się do domku przy franciszkańskim klasztorze w Fontanelle. 17 kwietnia 1966 nastąpiły kolejne cztery wizje, koło tamtejszego źródła, które trwały do 6 sierpnia 1966, a 19 maja 1970 Maryja miała zażądać wybicia specjalnego medalika. Mistyczka prowadziła dzienniczek, w którym zapisywała wszystkie wydarzenia, który został opublikowany i wydany w języku włoskim:
- Pierina Gilli, Riccardo Caniato, Diari: le apparizioni di Rosa Mistica a Montichiari & Fontanelle, con i più importanti documenti d'inchiesta, Mediolan: Wyd. Ares, 2016, ISBN 978-88-8155-704-2, OCLC 1046011695 [zarchiwizowane z adresu 2019-03-27] (wł.). Brak numerów stron w książce

Głównym przesłaniem objawień była prośba o nawrócenie ludzkości i szerzenie kultu Matki Boskiej Róży Duchownej. Pierina Gilli zmarła w opinii świętości 12 stycznia 1991 w Montichiari, a następnie została pochowana na tamtejszym cmentarzu. Przy jej grobowcu postawiono marmurową wnękę z figurą Matki Bożej, a przy niej po obu stronach figury aniołów.

## Kult

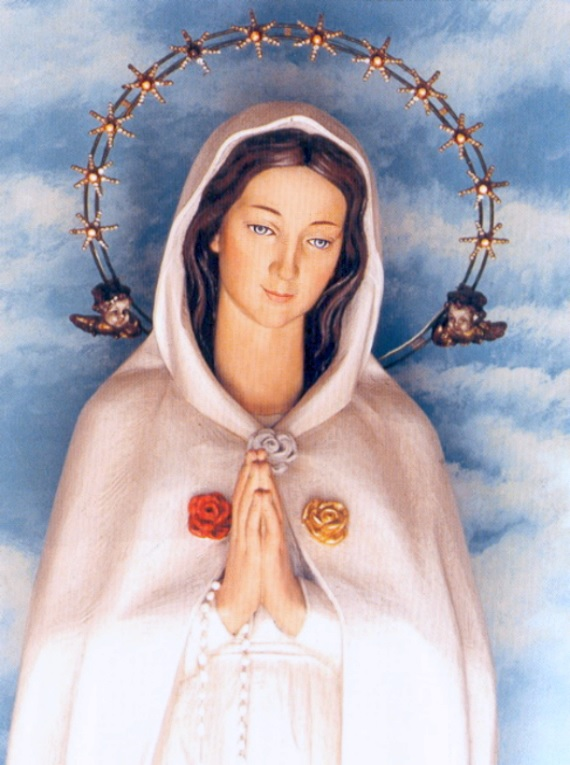
Matka Boża jako „Mistyczna Róża – Fontanelle”

Jej wizje dotychczas nie zostały oficjalnie potwierdzone przez Kościół, czego wyrazem jest negatywna opinia wydana 2 października 1971 przez biskupa z Bresci. 15 sierpnia 2000 wobec przykładów autentycznej pobożności, licznych dobrze udokumentowanych cudów i rozszerzania się kultu Maryi Róży Duchownej po całym świecie, biskup Bresci, Giulio Sanguinetti zdecydował się na zaakceptowanie kultu w miejscu objawień.
Grób wizjonerki, źródło w Fontanelle oraz świątynia w Montichiari są odwiedzane rocznie przez ponad 100 tys. pielgrzymów. W Montichiari powstało specjalne stowarzyszenie, zatwierdzone przez biskupa i przez proboszcza Montichiari ks. Franco Bertoni, które ma za cel szerzenie pobożności do Matki Bożej w Fontanelle, pod nazwą „Mistyczna Róża – Fontanelle”.